# Madris

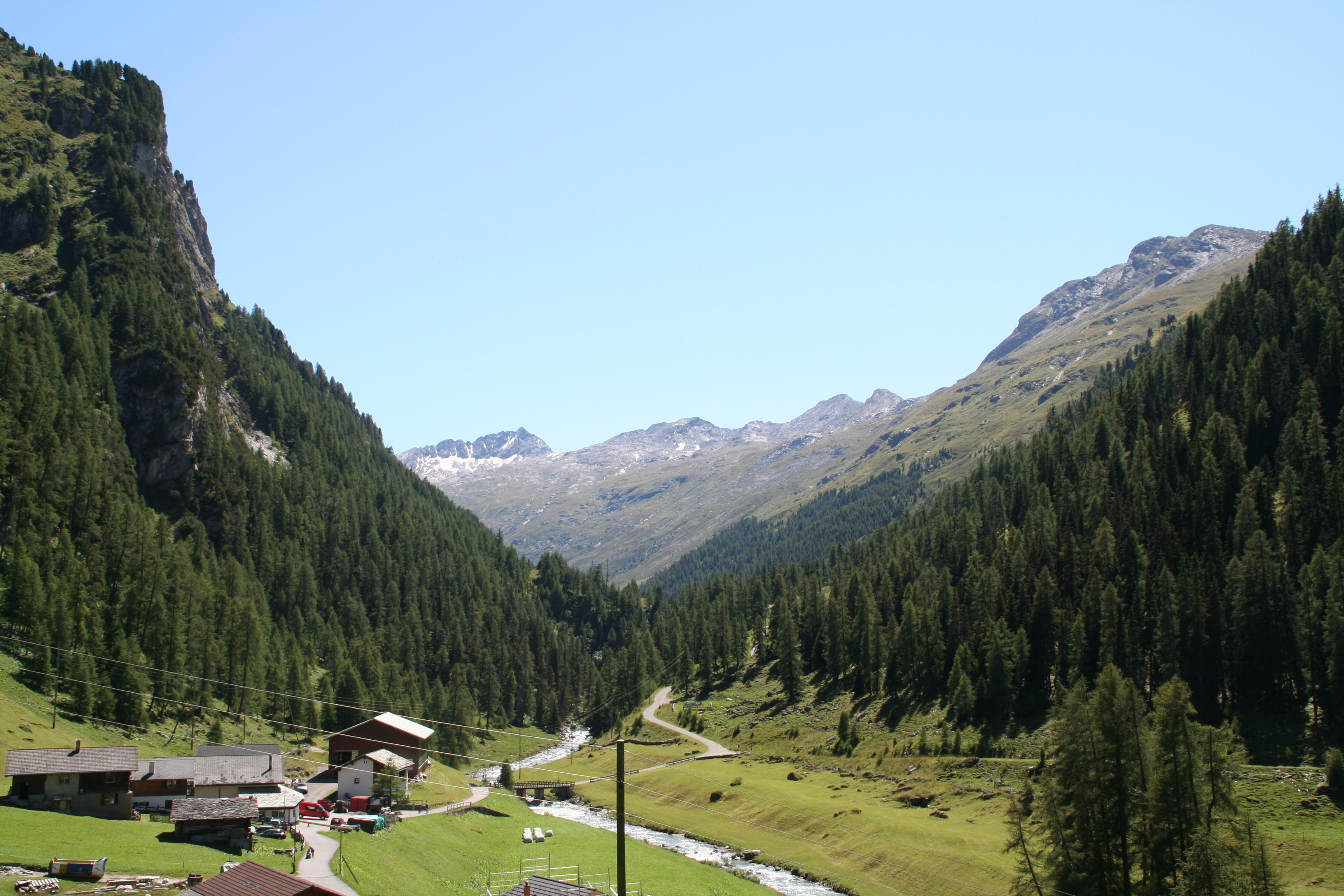
Blick ins Madris im Sommer

Das Madris (rätoromanisch Val Madrisⓘ oder auch Val Madrischⓘ) ist ein Seitental des Hochtals Avers im Kanton Graubünden.
Politisch ist es geteilt und gehört im unteren Teil zu Avers, wo es eine Nachbarschaft bildet, und im oberen Teil zu Soglio im Kreis Bergell. Das Tal wird vom Madrischer Rhein durchflossen. 
In den Weilern Stettli und Höjahus lebten 2002 ganzjährig 11 Einwohner. Das obere Tal wurde im 14. Jahrhundert von Chiavenna und Piuro als Siedlungsgebiet erschlossen, während das untere Tal ursprünglich Weideland von Rätoromanen war, bis es im Hochmittelalter von Walsern besiedelt wurde.